# Aleksandar Petrović (basket-ball)
Pour les articles homonymes, voir Aleksandar Petrović (homonymie).
Aleksandar Petrović, né le 16 février 1959 à Šibenik, est un entraîneur croate de basket-ball.

## Biographie

### Carrière joueur
Frère ainé de Dražen Petrović, Aleksandar évolue au Cibona Zagreb avec lequel il remporte un premier titre européen en coupe des Coupes 1982 face au Real Madrid. En 1984, il est rejoint par son frère. Ils remportent la finale de la compétition phare en Europe, la Coupe des clubs champions, face au Real.
L'année suivante, c'est le Žalgiris Kaunas d'Arvydas Sabonis qui se présente en finale face au Cibona qui remporte son deuxième titre. Cependant, le titre de champion de Yougoslavie est obtenu par le KK Zadar ce qui prive le Cibona de participation en Coupe des champions pour la saison suivante. Le Cibona remporte alors la Coupe des Coupes face au club italien de Victoria Libertas Pesaro, club que rejoint Aleksandar Petrovic dès la saison suivante.
Il évolue une saison dans la ligue italienne.
En sélection nationale, il obtient ses premières médailles lors du Championnat du monde universitaire. Puis en 1982, il obtient le bronze lors du Championnat du monde 1982. Lors des jeux Jeux olympiques d'été de 1984, il obtient le bronze en compagnie de son frère.

### Carrière entraîneur
Après sa carrière de joueur, il entame une carrière d'entraîneur. Il dirige durant deux périodes son ancien club du Cibona. Il fait également carrière à l'étranger, en Espagne Caja San Fernando Séville, en Pologne et en Italie. Il est de nouveau revenu en Croatie pour prendre la direction du club de Zadar.
C'est toutefois avec la sélection croate qu'il obtient son plus grand succès en tant qu'entraîneur en obtenant la médaille de bronze lors du Championnat d'Europe 1995.
Après le limogeage de Dirk Bauermann, entraîneur du Lietuvos rytas en décembre 2013, Petrović le remplace jusqu'à la fin de la saison.

## Carrière joueur
- 1979-1987 :  Cibona Zagreb
- 1987-1988 :  Scavolini Pesaro

## Palmarès joueur

### Club
compétitions internationales 
- Vainqueur de la Coupe des clubs champions 1985, 1986
- Vainqueur de la Coupe Saporta 1982, 1987

 compétitions nationales 
- Champion de Yougoslavie 1982, 1984, 1985
- Vainqueur de la Coupe de Yougoslavie 1980, 1981, 1982, 1983 and 1985

### Jeux olympiques d'été
- Médaille de bronze aux Jeux olympiques d'été de 1984 à Los Angeles, États-Unis

### Championnat du monde
- Médaille de bronze au Championnat du monde 1986
- Médaille de bronze au Championnat du monde 1982

### Championnat d'Europe
- Médaille de bronze au Championnat d'Europe 1987 à Athènes, Grèce

- Autres
  - Champion du monde universitaire 1977
  - Médaille d'argent au Championnat du monde universitaire 1979
  - Médaille de bronze au Championnat du monde universitaire 1981

## Carrière entraîneur
- 1991-1995 :  Cibona Zagreb
- 1995-1997 :  Caja San Fernando Séville
- 1997-oct 1999 :  Cibona Zagreb
- décembre 2001-2002 :  Anwil Włocławek
- décembre 2003-décembre 2004 :  CE Lleida Basquetbol
- Scafati Basket
- mars 2007-2008 :  KK Zadar
- 2008-2009 :  KK Cedevita
- 2012-2013 :  KK Cedevita
- 2013- :  Lietuvos rytas

## Palmarès entraîneur

### Championnat d'Europe
- Médaille de bronze au Championnat d'Europe 1995

### Distinction
- Nommé meilleur entraîneur de l'Eurocoupe pour la saison 2010-2011[3]